# Nikola Cindro (fizičar)
Nikola Cindro (Split, 29. kolovoza 1931. – Zagreb, 25. ožujka 2001.), hrvatski fizičar

## Životopis
Rodio se je u Splitu u nekoć plemićkoj obitelji Cindro. Diplomirao je 1954. i doktorirao 1959. godine na Prirodoslovno-matematičkom fakultetu u Zagrebu. Područje njegova znanstvenog zanimanja su mehanizmi nuklearnih procesa i građa atomske jezgre. Radio je na Sveučilištima u Zagrebu, Frankfurtu i Strasbourgu. Znanstveni savjetnik Instituta Ruđer Bošković od 1971. godine. Autor srednjoškolskih i sveučilišnih udžbenika iz fizike (naslovi Fizika I i Fizika II, više izdanja). Godine 1979. u suradnji s Petrom Colićem objavio knjigu Fizika. Zaslužan za otkriće i objašnjenje t.zv. nuklearnih molekula.
Bio je predsjednik Društva matematičara i fizičara Hrvatske (1969. – 1971.) te potpredsjednik Europskoga fizikalnog društva (1973.).

## Vanjske poveznice
- Nikola Cindro Hrvatska enciklopedija